# کلیسای سنت مری، بنبری
کلیسای سنت مری، بنبری (انگلیسی: St Mary's Church, Banbury) یک کلیسای منطقه‌ای در بنبری، آکسفوردشر می‌باشد و یک کلیسای لیست شده در بنای فهرست‌‌شده می‌باشد. این کلیسا در ۱۷۹۰ ساخته شده‌است که در جنگ‌های داخلی انگلستان خراب شده بود که در سالهای ۱۸۱۸ تا ۱۸۲۲ بازسازی شده‌است.